# Amazonentulus brasilianus
Amazonentulus brasilianus är en urinsektsart som först beskrevs av Josef Nosek 1973.  Amazonentulus brasilianus ingår i släktet Amazonentulus och familjen lönntrevfotingar. Inga underarter finns listade i Catalogue of Life.